# Никитин, Сара
Сара де Оливейра Никитин (порт.-браз. Sarah de Oliveira Nikitin; род. 27 декабря 1988, Сан-Паулу) — бразильская лучница, выступающая в соревнованиях по стрельбе из олимпийского лука. Член сборной Бразилии по стрельбе из лука на Панамериканских играх 2007, 2011 и 2015 годов и на летних Олимпийских играх 2016 года.

## Карьера
Никитин завоевала единственную медаль в карьере, одержав победу в матче за бронзу над венесуэльской лучницей Лейдис Брито в индивидуальном турнире Южноамериканских игр 2014 года в Сантьяго. В настоящее время Никитин тренируется под руководством главного тренера Эвандро Азеведо. Местом для тренировок является стрельбище в Сан-Паулу, где проживает Сара.
Никитин вошла в состав сборной Бразилии решением Олимпийского комитета Бразилии. На летних Олимпийских играх 2016 года в Рио-де-Жанейро она приняла участие как в индивидуальных, так и в командных соревнованиях. В предварительном раунде она набрала 609 очков, что соответствовало 50-му результату. Сумма Сары и её партнёров по команде составила 1845 очков, таким образом Бразилия стала 11-й сеяной.
В командном турнире Никитин и её соотечественники Ане Марселле дос Сантос и Марина Канетта проиграли итальянкам в матче первого раунда со счетом 0:6. В женском индивидуальном турнире Никитин не смогла победить Ган Ын Джу из Северной Кореи, завершив соревнования с разгромным поражением 0:6.